# Xúp miso
Xúp miso (味噌汁 or お味噌汁 (vị tăng trấp) misoshiru or omisoshiru, お-/o- là một ‘tiền tố kính ngữ’) hay canh miso hoặc canh tương là một món xúp truyền thống của Nhật Bản chế biến từ nước dùng dashi được trộn với tương miso mềm. 
Ngoài ra, còn có nhiều nguyên liệu tùy chọn (các loại rau, đậu phụ, abura-age, v.v.) có thể được thêm vào tùy theo công thức nấu ăn của vùng và theo mùa cũng như sở thích cá nhân. Trong văn hóa ẩm thực Nhật Bản, canh miso là đại diện cho các món súp ăn kèm với cơm. Súp miso còn được gọi là omiotsuke (御味御付).
Cùng với suimono (có nước dùng trong và được nêm một lượng nhỏ nước tương và muối trong nước dùng dashi), canh miso được coi là một trong hai loại canh cơ bản của ẩm thực Nhật Bản.

## Tương Miso
Sự lựa chọn tương miso cho canh tương rất quan trọng vì quyết định rất nhiều đến khí sắc riêng và hương vị của canh. Tương miso có thể được phân thành nhiều loại như màu đỏ (akamiso), màu trắng (shiromiso), hoặc trộn cả hai (awase). Có nhiều biến thể trong các mùi vị này, trong đó có sự khác nhau giữa các khu vực, chẳng hạn như tương miso của Shinshū hoặc miso của tỉnh Sendai.

## Nước dùng
Nước dùng phổ biến nhất đó là dashi nó hay được dùng cho món súp miso dashi thường được làm bằng cá khô (cá mồi nhỏ phơi khô), tảo bẹ khô (còn gọi là rong biển khô), cá ngừ bào (cá ngừ bào mỏng khô và hun khói, còn được biết đến là cá ngừ vằn), hoặc từ nấm đông cô khô (nấm đông cô phơi khô). Tảo bẹ khô cũng có thể được sử dụng kết hợp với cá ngừ bào hoặc nấm đông cô và nhiều thứ khác để tạo nên dashi. Nước dùng từ tảo bẹ và nấm đông cô được phục vụ như một món súp chay cho người dân Nhật Bản.

## Thành phần nguyên liệu
Theo Nhật Bản nguyên liệu nó luôn được thay đổi theo vùng miền hoặc theo mùa và thời tiết khí hậu. Các thành phần nguyên liệu được chọn để cung cấp sự tương phản của màu sắc, kết cấu, và hương vị súp. Do đó hành và đậu phụ, hai thành phần chính luôn được chọn để làm nổi bật hương vị súp. Thành phần nổi trên chén súp, chẳng hạn như tảo bẹ khô rong biển, và các thành phần chìm, có thể bao gồm nấm, khoai tây, rong biển, hành tây, tôm, cá, và củ cải trắng xát nhỏ hoặc thái lát.

## Chuẩn bị và phục vụ
Súp Miso có thể được chuẩn bị theo nhiều cách, tùy thuộc vào các đầu bếp và phong cách của nơi phục vụ súp. Theo công thức nấu ăn nguyên thủy của Nhật Bản thường đối với hầu hết các loại rau và thịt được nấu chín vừa tới trong nước dùng dashi, đặc biệt là nấm, củ cải trắng, cà rốt, khoai tây, đậu phụ và cá. Các thành phần này thường được ăn bằng đũa
Ở Nhật Bản, súp miso và cơm trắng tạo thành món ăn truyền thống thường thấy trong bữa sáng của đất nước này.